# NGC 5224
NGC 5224 este o infrared source⁠(d) situată în constelația Fecioara. A fost descoperită în 12 mai 1793 de către William Herschel. Se află la o distanță de 100,65 megaparseci de Pământ.